# Colégio Santa Catarina de Sena
O Colégio Santa Catarina de Sena é um colégio de biculturalismo ítalo-brasileiro. Situado em um histórico e bem conservado prédio de Belém. É uma escola brasileira, fundada em 7 de outubro de 1903, pelas irmãs italianas da Congregação das Irmãs dos Pobres de Santa Catarina de Sena, fundada pela beata Madre Savina Petrilli, e primeira escola da congregação no Brasil.
Logo a sua chegada, as irmãs deram início às atividades de formação cristã, alfabetização e trabalhos manuais para crianças pobres, na própria casa em que residiam.
Em 30 de junho de 1931, teve início o curso Comercial Básico e, atualmente funciona com Educação Infantil, Ensino Fundamental e Ensino Médio.